# Erythroxylum acrobeles
Erythroxylum acrobeles är en tvåhjärtbladig växtart som beskrevs av Gentner. Erythroxylum acrobeles ingår i släktet Erythroxylum och familjen Erythroxylaceae. Inga underarter finns listade i Catalogue of Life.